# Arvor Hansen
Arvor Hansen (Copenaghen, 5 novembre 1886 – Frederiksberg, 19 giugno 1962) è stato un ginnasta danese.

## Palmarès

### Olimpiadi
- 1 medaglia:
  - 1 bronzo (Stoccolma 1912 nel concorso libero a squadre)